# Petey Sarron
Petey Sarron est un boxeur américain né le 21 novembre 1906 à Birmingham, Alabama, et mort le 3 juillet 1994.

## Carrière
Passé professionnel en 1925, il devient champion du monde des poids plumes NBA (National Boxing Association) le 11 mai 1936 après sa victoire aux points contre Freddie Miller. Sarron conserve ensuite son titre aux dépens de Baby Manuel puis de Miller avant d'être à son tour battu par Henry Armstrong le 29 octobre 1937. Il met un terme à sa carrière en 1939 sur un bilan de 107 victoires, 24 défaites et 13 matchs nuls.

## Distinction
- Petey Sarron est membre de l'International Boxing Hall of Fame depuis 2016.

## Référence
1. ↑  (en) Freddie Miller vs. Petey Sarron IV (boxrec.com)